# العلاقات الأردنية الدومينيكية
العلاقات الأردنية الدومينيكية هي العلاقات الثنائية التي تجمع بين الأردن ودومينيكا.

## مقارنة بين البلدين
هذه مقارنة عامة ومرجعية للدولتين:
| وجه المقارنة                                              | الأردن                   | دومينيكا              |
| --------------------------------------------------------- | ------------------------ | --------------------- |
| المساحة (كم2)                                             | 89.34 ألف                | 751                   |
| عدد السكان (نسمة)                                         | 9.81 مليون               | 73.92 ألف             |
| الكثافة السكانية (ن./كم²)                                 | 109.81                   | 9.84 ألف              |
| العاصمة                                                   | عمان                     | روسو                  |
| اللغة الرسمية                                             | اللغة العربية            | لغة إنجليزية          |
| العملة                                                    | دينار أردني              | دولار شرق الكاريبي    |
| الناتج المحلي الإجمالي (بليون دولار)                      | 40.07 مليار              | 562.54 مليون          |
| الناتج المحلي الإجمالي (تعادل القوة الشرائية) بليون دولار | 82.80 مليار              | 789.63 مليون          |
| الناتج المحلي الإجمالي الاسمي للفرد دولار أمريكي          | 4.94 ألف                 | 7.12 ألف              |
| الناتج المحلي الإجمالي للفرد دولار أمريكي                 | 12.05 ألف                | 10.88 ألف             |
| مؤشر التنمية البشرية                                      | 0.748                    | 0.724                 |
| رمز المكالمات الدولي                                      | +962                     | +1767                 |
| رمز الإنترنت                                              | .jo                      | .dm                   |
| المنطقة الزمنية                                           | ت ع م+02:00، ت ع م+03:00 | 00، توقيت أطلنطي موحد |

## منظمات دولية مشتركة
يشترك البلدان في عضوية مجموعة من المنظمات الدولية، منها:
| علم المنظمة | اسم المنظمة                        | تاريخ انضمام الأردن | تاريخ انضمام دومينيكا |
| ----------- | ---------------------------------- | ------------------- | --------------------- |
|             | مؤسسة التنمية الدولية              | 4 أكتوبر 1960       | 29 سبتمبر 1980        |
|             | يونسكو                             | 14 يونيو 1950       | 9 يناير 1979          |
|             | وكالة ضمان الاستثمار متعدد الأطراف | 12 أبريل 1988       | 7 أكتوبر 1991         |
|             | الأمم المتحدة                      | 14 ديسمبر 1955      | 18 ديسمبر 1978        |
|             | الاتحاد البريدي العالمي            | ?                   | ?                     |
|             | البنك الدولي للإنشاء والتعمير      | 29 أغسطس 1952       | 29 سبتمبر 1980        |
|             | الاتحاد الدولي للاتصالات           | 20 مايو 1947        | 28 أكتوبر 1996        |
|             | منظمة حظر الأسلحة الكيميائية       | ?                   | ?                     |
|             | مؤسسة التمويل الدولية              | 20 يوليو 1956       | 29 سبتمبر 1980        |
|             | منظمة التجارة العالمية             | ?                   | ?                     |
|             | منظمة الشرطة الجنائية الدولية      | ?                   | ?                     |

## وصلات خارجية
- موقع وزارة الخارجية الأردنية